# Оверлі (Меріленд)
Оверлі (англ. Overlea) — переписна місцевість (CDP) в США, в окрузі Балтимор штату Меріленд. Населення — 12 832 особи (2020).

## Географія
Оверлі розташоване за координатами 39°21′51″ пн. ш. 76°31′3″ зх. д. / 39.36417° пн. ш. 76.51750° зх. д. (39.364164, -76.517585).  За даними Бюро перепису населення США в 2010 році переписна місцевість мала площу 7,78 км², уся площа — суходіл.

## Демографія
Згідно з переписом 2010 року, у переписній місцевості мешкало 12 275 осіб у 5005 домогосподарствах у складі 3145 родин. Густота населення становила 1578 осіб/км².  Було 5274 помешкання (678/км²).
Расовий склад населення:
| - 74,7 % — білих - 19,0 % — чорних або афроамериканців - 3,2 % — азіатів - 0,2 % — корінних американців - 1,0 % — осіб інших рас |

До двох чи більше рас належало 1,9 %. Частка іспаномовних становила 3,1 % від усіх жителів.
За віковим діапазоном населення розподілялося таким чином: 21,1 % — особи молодші 18 років, 63,2 % — особи у віці 18—64 років, 15,7 % — особи у віці 65 років та старші. Медіана віку мешканця становила 39,7 року. На 100 осіб жіночої статі у переписній місцевості припадало 93,8 чоловіків;  на 100 жінок у віці від 18 років та старших — 89,4 чоловіків також старших 18 років.
Середній дохід на одне домашнє господарство  становив 74 188 доларів США (медіана — 61 442), а середній дохід на одну сім'ю — 89 905 доларів (медіана — 83 075). Медіана доходів становила 55 530 доларів для чоловіків та 49 588 доларів для жінок. За межею бідності перебувало 7,3 % осіб, у тому числі 9,4 % дітей у віці до 18 років та 7,4 % осіб у віці 65 років та старших.
Цивільне працевлаштоване населення становило 6310 осіб. Основні галузі зайнятості: освіта, охорона здоров'я та соціальна допомога — 26,5 %, роздрібна торгівля — 12,4 %, науковці, спеціалісти, менеджери — 12,4 %.